# Pociągokilometr
Pociągokilometr – jednostka miary pracy eksploatacyjnej linii kolejowej, odpowiadająca przemieszczeniu się jednego pociągu na dystansie jednego kilometra.
Odległością braną pod uwagę jest rzeczywiście przebyta odległość, o ile jest ona dostępna, w przeciwnym przypadku, uwzględniana jest standardowa odległość sieciowa między punktem początkowym a miejscem przeznaczenia.